# Wrati
Wrati is een bestuurslaag in het regentschap Pasuruan van de provincie Oost-Java, Indonesië. Wrati telt 4255 inwoners (volkstelling 2010).